# Elita Polskich Jeźdźców Automobilowych
Elita Polskich Jeźdźców Automobilowych – grupa najlepszych polskich kierowców wybierana od 1930 roku na podstawie regulaminu przez Międzyklubową Komisję Automobilową wśród członków Automobilklubu Polski.

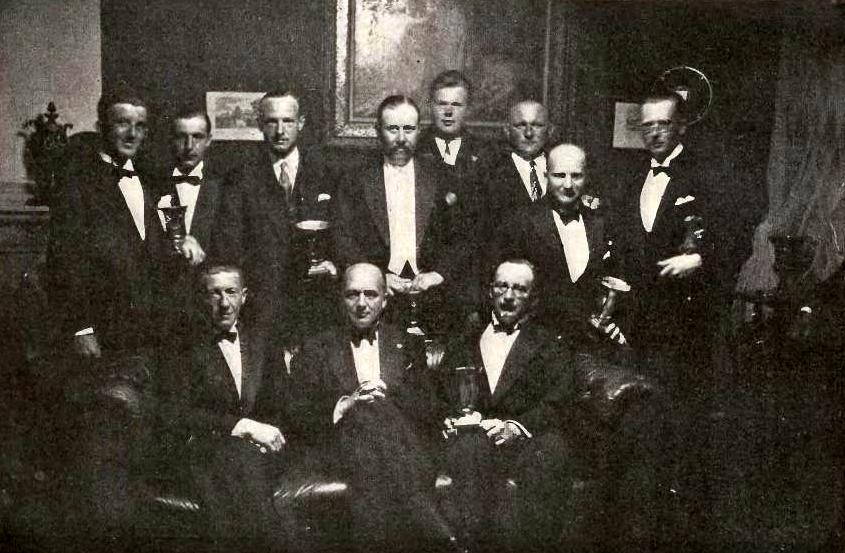
Członkowie Elity Polskich Jeźdźców Automobilowych wśród zwycięzców Rajdu Polski 1930: siedzą od lewej: Henryk Liefeldt, Janusz Regulski, Adam Potocki; czwarty stojący od lewej Maurycy Potocki, ósmy stojący Witold Rychter.

## Historia
Pomysł utworzenia Elity Polskich Jeźdźców Automobilowych wyszedł od Komisji Sportowej Automobilklubu Polski w 1928 roku. Jej celem była chęć podkreślenia zasług tych automobilistów polskich, którzy przez swój udział w zawodach najbardziej się przyczynili do rozwoju tego sportu, a równocześnie złożyli dowody „swego wysokiego usportowienia, specjalnych zdolności w kierowaniu samochodem w różnorodnych zawodach i znajomości techniki sportowo-automobilowej”. Prace nad zasadami przyznawania tego wyróżnienia (statutem) trwały do 1930 roku. Po raz pierwszy wybory do Elity odbyły się na posiedzeniu Międzyklubowej Komisji Automobilowej 15 marca 1930 roku. Pierwszym członkiem Elity wybrano prezesa AP Karola Raczyńskiego, który uczestniczył w wielu imprezach zagranicznych jeszcze przed 1905 rokiem.
Następnie przyjęto: Janusza Regulskiego, Henryka Liefeldta - pierwszego Mistrza Polski, Jana Rippera - Mistrza Polski w 1929 roku, Pawła Bitschana, Adama Potockiego, Stanisława Szwarcsztajna. Ósmym członkiem Elity został Maurycy Stanisław Potocki, który został przyjęty na posiedzeniu Komisji w dniu 11 stycznia 1931 roku. 6 grudnia 1931 roku przyjęto dwóch kolejnych członków: Jerzego Widawskiego i Wilhelma Rippera. Ostatnim 11. członkiem Elity 3 kwietnia 1938 roku został Witold Rychter.

## Zasady przyznawania
O przyjęciu decydowały sukcesy sportowe:
- zajęcie jednego z pięciu pierwszych miejsc w ogólnej klasyfikacji w pięciu zawodach krajowych
- zdobycie najwyższego odznaczenia (złotej plakiety) podczas Międzynarodowego Rajdu Automobilowego Polski
- zajęcie dwukrotnie jednego z pierwszych miejsc w zawodach międzynarodowych
- wykazanie się (zarejestrowanym urzędowo) przebyciem jakiegoś dystansu z szybkością 110 km/h
- posiadanie licencji sportowej któregoś automobilklubu

W 1938 roku zmieniono część zasad:
- sześciokrotne zajęcie jednego z pierwszych miejsc w ogólnej klasyfikacji w oficjalnych, otwartych, polskich zawodach samochodowych w poszczególnych klasach: a) pierwszego miejsca przy 4 sklasyfikowanych kierowcach, b) pierwszego lub drugiego miejsca przy 6 sklasyfikowanych kierowcach, c) 1,2 lub 3 miejsca przy 8 sklasyfikowanych kierowcach
- wyróżnienie się w zawodach międzynarodowych poprzez zajęcie miejsca na liście klasyfikacyjnej za udział w rajdach w Polsce lub za granicą
- uzyskanie szybkości 110 km/h potwierdzonej przez Komisję Sportową A.P.

## Honorowa odznaka
Członkowie Elity mieli prawo do umieszczenia na wozie znaczka w formie złotej kierownicy z emaliowanym biało-czerwonym napisem. 